# Gattalahalli, Koratagere
Gattalahalli là một làng thuộc tehsil Koratagere, huyện Tumkur, bang Karnataka, Ấn Độ.